# Ćevapčići

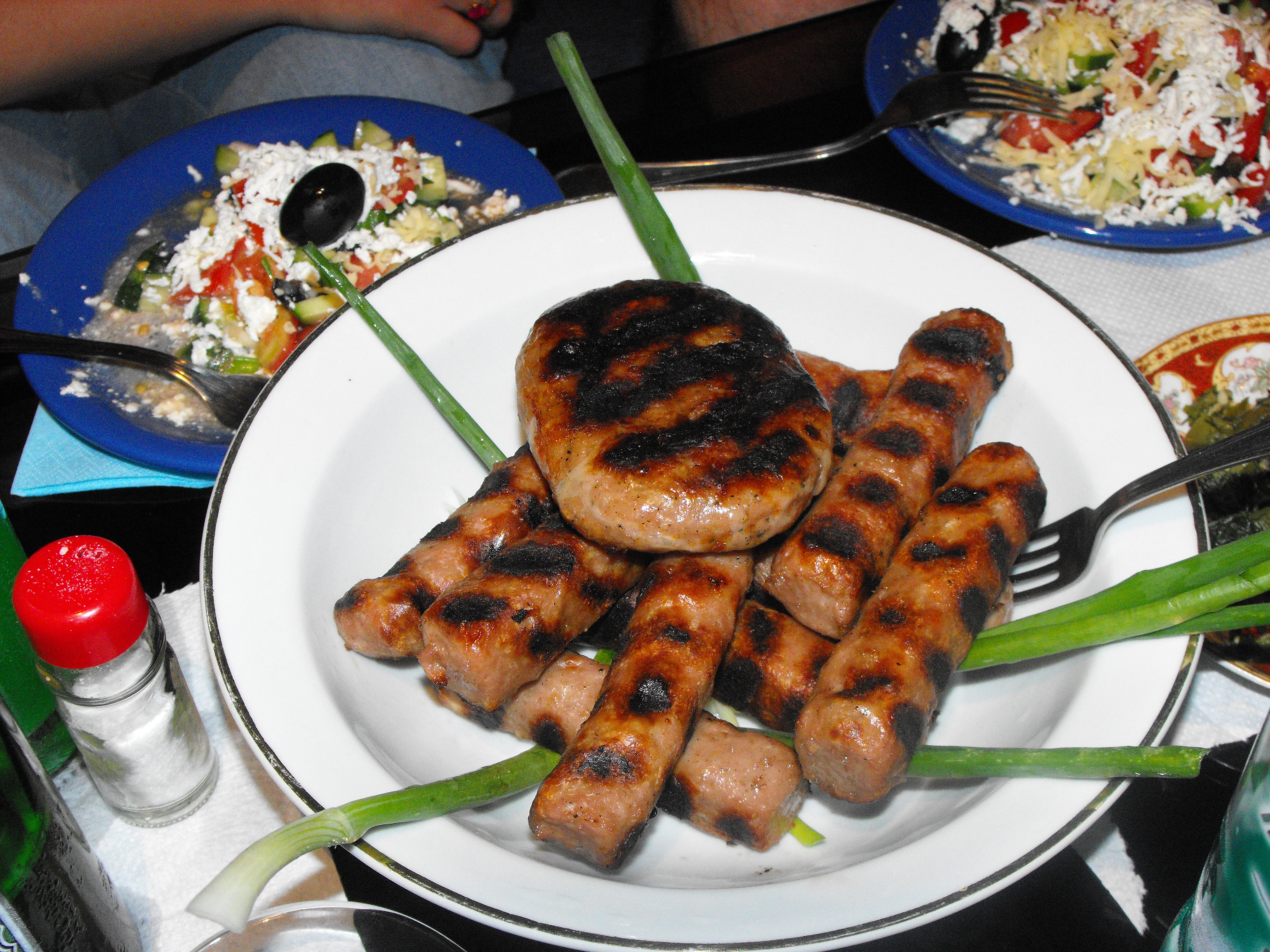
Ćevapčići

Ćevapčići (serb. ћевапчићи) — rozpowszechnione na Bałkanach danie mięsne, sporządzane w wielu lokalnych odmianach. W Albanii znane jest pod nazwą qofte, w Bośni i Chorwacji jako ćevapi, w Bułgarii jako кебапчета, a w Rumunii jako mititei lub mici. Jest pochodną tureckiego kebabu.
Głównym produktem do wykonania tej potrawy jest mięso mielone lub siekane, najlepiej będące mieszanką mięsa z różnych zwierząt. Dodane do niego bywają także np. (do wyboru): niewielka ilość mąki, cebula, czosnek, przyprawy i zioła. Mięso formowane jest zazwyczaj w ruloniki i prażone (grillowane) lub smażone. 
Danie serwuje się m.in. z plackami lepinja, kajmakiem, ajwarem, białym serem twarogowym, grillowanymi (smażonymi) warzywami lub z pieczonymi ziemniakami.